# Случай на мосту через Совиный ручей
«Случай на мосту через Совиный ручей» (англ. An Occurrence at Owl Creek Bridge) — самый известный рассказ американского писателя Амброза Бирса. Впервые опубликован в газете «The San Francisco Examiner» (англ.) в 1890 году, входит в сборник «В гуще жизни (Рассказы о солдатах и штатских)».

## Сюжет
Рассказ, действие которого происходит в северной части штата Алабама во время Гражданской войны, состоит из трёх глав. В первой главе солдаты армии Севера готовятся повесить плантатора-южанина на мосту. Приговорённый к повешению думает о том, как спастись. Во второй главе рассказывается о событиях, которые привели к казни. Богатый плантатор Пейтон Факуэр мечтает прославиться военными подвигами. На его плантацию приходит лазутчик армии Севера, выдающий себя за южанина, и говорит, что северяне укрепились на берегу Совиного ручья. Факуэр задумывает поджечь мост через ручей. В третьей главе действие возвращается к казни. Верёвка обрывается, и Факуэр падает в воду. Он спасается от пуль и добирается до своего дома. Когда он хочет обнять жену, он чувствует удар по шее, видит свет, а затем тьму. Рассказ заканчивается словами:

Пэйтон Факуэр был мёртв; тело его, с переломанной шеей, мерно покачивалось под стропилами моста через Совиный ручей.
Оригинальный текст (англ.)Peyton Farquhar was dead; his body, with a broken neck, swung gently from side to side beneath the timbers of the Owl Creek bridge.

## История создания и публикации
На сюжет рассказа повлияли личные впечатления Бирса. Настоящий Совиный ручей (англ. Owl Creek) находится в Теннесси, на поле сражения при Шайло, в котором участвовал Бирс. Действие перенесено в соседнюю Алабаму, где полк Бирса охранял железную дорогу.
В 1863 году Бирс недолго служил в военной полиции и занимался подготовкой казней. Один раз были повешены два солдата-северянина, которые убили мирных жителей, а в другой раз расстрелян офицер-дезертир. Сыграли роль и другие военные впечатления. Это долгие разведывательные вылазки, когда в 1863—1865 годах Бирс служил военным топографом, и тяжёлое ранение в голову, которое было получено в 1864 году в сражении у горы Кеннесо и вызывало делирий. В военных документах зафиксировано, что в конце 1861 года в восточной части Теннесси многие штатские, которые сочувствовали Северу, поджигали мосты. Их ждала та же участь, что героя рассказа.
Бирс утверждал, что он присутствовал при множестве (дюжинах) повешений. Он писал о казнях в журнале «The Argonaut» (англ.) в 1878 году. В статье 1881 года он пытался разобраться в том, что чувствует человек перед смертью:

Говорят, что в этот последний момент вся жизнь проносится в памяти; что в ушах пульсирует мощный, но тихий ритм; что закрытые глаза ослепляют вспышки невыносимого света; что кто-то сбивчиво, отрывочно лопочет и пугающе шепчет; что всё это скорее чувствуется, чем видится или слышится. Те, кто пережил этот ужасный опыт и был реанимирован, подтверждают, что в один миг они проживали целые века.
Оригинальный текст (англ.)It is said that in such a supreme moment the events of one’s whole life crowd into his memory; that a mighty but stilly rhythm pulsates in his ears; that flashes of intolerable light blind his closed eyes; that confused, fragmentary speech babbles all about, and giant whispers affright the sense; that all this is felt rather than seen or heard. By those who have had this terrible experience and been afterward resuscitated, it is affirmed that one lives centuries in an instant.

Возможно, публикация рассказа связана с казнью Уильяма Кеммлера — первого человека, приговорённого к казни на электрическом стуле. Казнь была назначена на 29 апреля 1890 года и отложена (она произошла 6 августа). Из этого можно сделать вывод, что рассказ был написан уже в апреле и придержан до лета.
Рассказ появился на первой и второй страницах «The San Francisco Examiner» 13 июля 1890 года. Помимо «Случая на мосту…», летом 1890 года вышло ещё три рассказа Бирса: «Человек и змея» (29 июня), «В области нереального» (27 июля) и «Средний палец правой ноги» (17 августа). До этого в течение полугода, с декабря 1889 по июнь 1890 года, Бирс не опубликовал в «Examiner» ни одного рассказа.
Рассказ был включён в сборник «Рассказы о солдатах и штатских» (Сан-Франциско, 1892; в том же году переиздан в Лондоне под названием «В гуще жизни») и во 2-й том 12-томного собрания сочинений (Нью-Йорк, Вашингтон, 1909). Первый, газетный вариант отличался от варианта в сборнике и в дальнейших изданиях. В первом варианте было указано время действия — лето 1862 года. В последнем предложении первого варианта автор давал циничную оценку таким людям, как Факуэр:

…тело его, с переломанной шеей, подвешенное на крепкой верёвке, которой всегда награждается рвение штатского патриота в военное время, мерно покачивалось под стропилами моста через Совиный ручей.
Оригинальный текст (англ.)…his body, with a broken neck and suspended by as stout a rope as ever rewarded the zeal of civilian patriot in war-time, swung gently from side to side beneath the timbers of the Owl Creek bridge.

Из всех рассказов Бирса «Случай на мосту…» чаще всего входит в антологии.
На русский язык рассказ переводили Владимир Азов («Инцидент на мосту через Совиный ручей») и Вера Топер («Случай на мосту через Совиный ручей»), Анатолий Михайлов («На мосту через Совиный Ручей»).

## Анализ
«Случай на мосту через Совиный ручей» — самый известный рассказ Бирса, его причисляют к шедеврам писателя.
Рассказ имеет тщательно организованную и художественно законченную форму. Его стиль отличается лаконичностью и простотой. Концовка рассказа обоснованна и функциональна. Она эффектна, неожиданна, вызывает у читателя потрясение. Бирс пишет о стремлении личности к свободе, протестует против войны. Он выражает способность человека надеяться и одновременно насмехается над этой надеждой. Герой рассказа в попытке спастись от кошмарной реальности создаёт вымышленный, романтический мир, но реальность всё равно настигает его. Бирса интересуют такие темы, как переход от жизни к смерти, природа времени и человеческой психологии. Символичны некоторые детали. Название Совиный ручей намекает на птиц, которые ассоциируются с мудростью и смертью. Мост — символ связи с загробным миром.
Влияние «Случая на мосту…» обнаруживается в «Алом знаке доблести» Стивена Крейна, «Снега Килиманджаро» Эрнеста Хемингуэя, «Воришке Мартине» Уильяма Голдинга, «Тайном чуде» Хорхе Луиса Борхеса.

## Кино, театр, видео
Рассказ Бирса несколько раз экранизировали. В 1929 году вышел немой фильм Чарльза Видора «The Spy (The Bridge)». В 1959 году рассказ был экранизирован для цикла «Альфред Хичкок представляет» (13-я серия пятого сезона). В 1962 году французский режиссёр Робер Энрико снял короткометражный фильм «Совиный ручей» (фр. La rivière du hibou). Фильм получил премию «Оскар» в номинации «Лучший игровой короткометражный фильм» и «Золотую пальмовую ветвь» за короткометражный фильм. В 1964 году он был показан в рамках сериала «Сумеречная зона» (142-я серия). В 2006 году вышел фильм «Мост через Совиный ручей и другие истории Амброза Бирса о гражданской войне» (англ. Ambrose Bierce: Civil War Stories) — экранизация трёх военных рассказов Бирса.
По рассказу было поставлено несколько радиоспектаклей в 1930-е—1950-е годы. Композитор Теа Масгрейв написала оперу, её премьера прошла в 1982 году в Лондоне. Художник Стивен Родс (англ.) создал мультимедийное представление, которое состоялось в Нью-Йорке в 2007 году. В 2010 году был снят видеоклип «Unloveable» группы «Babybird» (англ.). Сюжет клипа, режиссёром которого выступил Джонни Депп, основан на рассказе Бирса.